# Панков, Василий Николаевич
Васи́лий Никола́евич Панко́в (бел. Васіль Мікалаевіч Панкоў; 15 августа 1968, Минск, СССР) — советский и белорусский хоккеист, центральный и правый нападающий. Мастер спорта Республики Беларусь международного класса (1994). Старший брат Дмитрия Панкова.

## Карьера
Воспитанник минской хоккейной школы «Юность» (тренеры — А. Решетняк, В. Баранов).
За национальную сборную Беларуси выступал с 1992 по 2002 год. Участник первого официального матча в её истории, автор первой заброшенной шайбы. Всего за сборную провёл 94 матча, набрал 53 (26+27) бомбардирских баллов, заработал 163 минут штрафного времени.
Участник зимних Олимпийских игр 1998 года в Нагано и 2002 года в Солт-Лейк-Сити.
Участник чемпионатов мира
1993 (кв. к группе «C»),
1994 (группа «C»),
1995 (группа «C»),
1996 (группа «B»),
1997 (группа «B»),
1998,
1999,
2000,
2001.
В чемпионатах СССР (СНГ) провёл 106 матчей, набрал 16 (11+5) бомбардирских баллов, заработал 36 минут штрафного времени.
В чемпионатах МХЛ провёл 194 матча, набрал 83 (45+38) бомбардирских балла, получил 26 минут штрафного времени.
В чемпионате России провёл 41 матч, набрал 29 (11+18) бомбардирских балла, получил 149 минут штрафного времени.
Участник финальных турниров Кубка Европы 1994, 1995 и 1997 годов.

## Достижения
- Чемпион Спартакиады народов СССР (1986).
- Чемпион Беларуси (1993—1995).
- Лучший хоккеист Беларуси (1995).
- Чемпион МХЛ (1996).
- Обладатель Кубка Европы (1997).
- Серебряный призёр чемпионата России (1997).
- Чемпион Словакии (1998, 2000).
- Серебряный призёр чемпионата Словакии (1999).

## Карьера тренера
- 2005—2006 — главный тренер юношеской сборной Белоруссии.
- С июля 2008 по октябрь 2008 — тренер клуба «Шинник» Бобруйск.
- С октября 2008 по ноябрь 2009 — главный тренер клуба «Шинник» Бобруйск.
- 2008—2009 — главный тренер — юношеской сборной Белоруссии.
- 2010 — тренер молодёжной сборной Белоруссии.
- С августа 2010 года — главный тренер женской команды «Пантера».
- 2018—2019 — главный тренер ХК «Бобруйск»
- с июня 2019 — главный тренер ХК «Барановичи»[15]